# Natação no Campeonato Mundial de Esportes Aquáticos de 2023 - 200 m livre feminino
A disputa na modalidade 200 metros livre feminino de Natação no Campeonato Mundial de Esportes Aquáticos de 2023 fora realizada nos dias 25 e 26 de Julho de 2023 na Marine Messe Fukuoka em Fukuoka, no Japão. Ao todo, 65 nadadoras de 56 Comitês Olímpicos Nacionais participaram do evento. Mollie O'Callaghan, nadadora australiana fora a vencedora do evento, estabelecendo o novo recorde mundial da prova.

## Formato da competição
A competição consiste em três rodadas: eliminatórias, semifinais e final. As nadadoras com os 16 melhores tempos nas baterias preliminares avançam as semifinais. Já as nadadoras com os 8 melhores tempos nas semifinais avançam a final. Desempates (swim-offs) são utilizados conforme necessário para quebrar os empates de avanço a próxima rodada.

## Calendário
Todos os horários estão na Hora legal japonesa (UTC+9).
| Data                | Horário | Fase          |
| ------------------- | ------- | ------------- |
| 25 de julho de 2023 | 10:47   | Eliminatórias |
| 25 de julho de 2023 | 21:13   | Semifinais    |
| 26 de julho de 2023 | 20:17   | Final         |

## Recordes
Antes desta competição, os recordes mundiais e do campeonato nesta prova eram os seguintes:
| Tipo                  | Atleta              | Tempo   | Local | Data                |
| --------------------- | ------------------- | ------- | ----- | ------------------- |
|                       | Federica Pellegrini | 1:52.98 | Roma  | 29 de julho de 2009 |
| Recorde do campeonato | Federica Pellegrini | 1:52.98 | Roma  | 29 de julho de 2009 |

Nesta competição, o seguinte recorde mundial fora estabelecido:
| Data        | Evento | Nadadora           | CON       | Tempo   | Recorde         |
| ----------- | ------ | ------------------ | --------- | ------- | --------------- |
| 26 de julho | Final  | Mollie O'Callaghan | Austrália | 1:52.85 | Recorde mundial |

## Medalhistas
| Ouro                           | Prata                      | Bronze                   |
| Mollie O'Callaghan · Austrália | Ariarne Titmus · Austrália | Summer McIntosh · Canadá |

## Resultados

### Eliminatórias
As eliminatórias foram realizadas no dia 25 de julho com início às 10:47.
| Pos. | Bateria | Raia | Nadadora                  | CON                      | Tempo   | Notas            |
| ---- | ------- | ---- | ------------------------- | ------------------------ | ------- | ---------------- |
| 1    | 6       | 4    | Mollie O'Callaghan        | Austrália                | 1:55.68 | Q                |
| 2    | 5       | 4    | Summer McIntosh           | Canadá                   | 1:55.88 | Q                |
| 3    | 7       | 4    | Ariarne Titmus            | Austrália                | 1:56.20 | Q                |
| 4    | 7       | 5    | Siobhán Haughey           | Hong Kong                | 1:56.56 | Q                |
| 5    | 7       | 3    | Marrit Steenbergen        | Países Baixos            | 1:56.66 | Q                |
| 6    | 7       | 6    | Liu Yaxin                 | China                    | 1:56.93 | Q                |
| 7    | 6       | 3    | Freya Anderson            | Reino Unido              | 1:57.12 | Q                |
| =8   | 7       | 1    | Nikolett Pádár            | Hungria                  | 1:57.35 | Q                |
| =8   | 7       | 7    | Barbora Seemanová         | Chéquia                  | 1:57.35 | Q                |
| 10   | 5       | 5    | Erika Fairweather         | Nova Zelândia            | 1:57.36 | Q                |
| 11   | 5       | 3    | Bella Sims                | Estados Unidos           | 1:57.71 | Q                |
| 12   | 6       | 5    | Claire Weinstein          | Estados Unidos           | 1:57.93 | Q                |
| 13   | 7       | 2    | Janja Šegel               | Eslovênia                | 1:58.02 | Q                |
| 14   | 4       | 3    | Snæfríður Jórunnardóttir  | Islândia                 | 1:58.14 | Q,               |
| 15   | 7       | 0    | Janna van Kooten          | Países Baixos            | 1:58.16 | Q                |
| 16   | 5       | 1    | Valentine Dumont          | Bélgica                  | 1:58.23 | Q                |
| 17   | 6       | 6    | Li Jiaping                | China                    | 1:58.26 |                  |
| 18   | 5       | 6    | Abbie Wood                | Reino Unido              | 1:58.39 |                  |
| 19   | 6       | 7    | Mary-Sophie Harvey        | Canadá                   | 1:58.50 |                  |
| 20   | 5       | 7    | Maria Fernanda Costa      | Brasil                   | 1:58.67 |                  |
| 21   | 6       | 8    | Ajna Késely               | Hungria                  | 1:58.99 |                  |
| 22   | 7       | 8    | Nagisa Ikemoto            | Japão                    | 1:59.23 |                  |
| 23   | 6       | 0    | Anastasia Gorbenko        | Israel                   | 1:59.27 |                  |
| 24   | 6       | 1    | Aimee Canny               | África do Sul            | 1:59.30 |                  |
| 25   | 5       | 0    | Signe Bro                 | Dinamarca                | 1:59.33 |                  |
| 26   | 6       | 2    | Stephanie Balduccini      | Brasil                   | 1:59.55 |                  |
| 27   | 5       | 8    | Daria Golovaty            | Israel                   | 1:59.77 |                  |
| 28   | 4       | 5    | Elisbet Gámez             | Cuba                     | 1:59.98 |                  |
| 29   | 4       | 0    | María José Mata           | México                   | 2:00.30 |                  |
| 30   | 4       | 7    | Karen Durango             | Colômbia                 | 2:00.71 |                  |
| =31  | 4       | 8    | María Yegres              | Venezuela                | 2:00.82 |                  |
| =31  | 6       | 9    | Victoria Catterson        | Irlanda                  | 2:00.82 |                  |
| 33   | 3       | 6    | Ieva Maļuka               | Letônia                  | 2:00.94 | Recorde nacional |
| 34   | 5       | 9    | Hur Yeonk-yung            | Coreia do Sul            | 2:01.19 |                  |
| 35   | 5       | 2    | Katja Fain                | Eslovênia                | 2:01.31 |                  |
| 36   | 4       | 6    | Cornelia Pammer           | Áustria                  | 2:01.66 |                  |
| 37   | 3       | 5    | Inés Marín                | Chile                    | 2:02.20 |                  |
| 38   | 3       | 3    | Kamonchanok Kwanmuang     | Tailândia                | 2:02.22 |                  |
| 39   | 3       | 4    | Gan Ching Hwee            | Singapura                | 2:02.32 |                  |
| 40   | 4       | 9    | Batbayaryn Enkhkhüslen    | Mongólia                 | 2:02.49 |                  |
| 41   | 4       | 2    | Sofia Åstedt              | Suécia                   | 2:02.57 |                  |
| 42   | 4       | 4    | Merve Tuncel              | Turquia                  | 2:02.66 |                  |
| 43   | 7       | 9    | Ainhoa Campabadal         | Espanha                  | 2:02.78 |                  |
| 44   | 4       | 1    | Artemis Vasilaki          | Grécia                   | 2:03.92 |                  |
| 45   | 3       | 2    | Iman Avdić                | Bósnia e Herzegovina     | 2:04.38 |                  |
| 46   | 3       | 1    | Lucero Mejia              | Guatemala                | 2:06.24 |                  |
| 47   | 3       | 9    | Harper Barrowman          | Ilhas Caimã              | 2:06.49 |                  |
| 48   | 3       | 7    | Julimar Ávila Mancia      | Honduras                 | 2:06.92 |                  |
| 49   | 2       | 5    | Ani Poghosyan             | Armênia                  | 2:08.65 |                  |
| 50   | 2       | 4    | Danielle Treasure         | Barbados                 | 2:08.88 |                  |
| 51   | 2       | 3    | Paige van der Westhuizen  | Zimbabwe                 | 2:09.85 |                  |
| 52   | 1       | 6    | Anna Nikishkina           | Quirguistão              | 2:10.81 |                  |
| 53   | 2       | 6    | Jehanara Nabi             | Paquistão                | 2:11.09 |                  |
| 54   | 3       | 8    | Mya Azzopardi             | Malta                    | 2:11.59 |                  |
| 55   | 2       | 1    | Duana Lama                | Nepal                    | 2:12.46 |                  |
| 56   | 2       | 7    | Natalia Kuipers           | Ilhas Virgens Americanas | 2:12.60 |                  |
| 57   | 2       | 8    | Bianca Mitchell           | Antilhas Holandesas      | 2:13.24 |                  |
| 58   | 2       | 0    | Chloe Farro               | Aruba                    | 2:13.48 |                  |
| 59   | 1       | 5    | Asma Lefalher             | Bahrein                  | 2:13.80 |                  |
| 60   | 2       | 2    | Maria Lopes Freitas       | Angola                   | 2:14.03 |                  |
| 61   | 1       | 2    | Katie Rock                | Albânia                  | 2:15.02 |                  |
| 62   | 1       | 4    | Mya de Freitas            | São Vicente e Granadinas | 2:16.22 |                  |
| 63   | 2       | 9    | Charissa Panuve           | Tonga                    | 2:20.00 |                  |
| 64   | 1       | 3    | Galyah Ngerchesiuch Mikel | Palau                    | 2:43.01 |                  |
| -    | 3       | 0    | Laura Bernat              | Polónia                  | DSQ     | DSQ              |

### Semifinais
As semifinais foram realizadas no dia 25 de julho com início às 21:13.
| Pos. | Bateria | Raia | Nadadora                 | CON            | Tempo   | Notas            |
| ---- | ------- | ---- | ------------------------ | -------------- | ------- | ---------------- |
| 1    | 2       | 5    | Ariarne Titmus           | Austrália      | 1:54.64 | Q                |
| 2    | 1       | 4    | Summer McIntosh          | Canadá         | 1:54.67 | Q                |
| 3    | 2       | 4    | Mollie O'Callaghan       | Austrália      | 1:54.91 | Q                |
| 4    | 2       | 7    | Bella Sims               | Estados Unidos | 1:55.45 | Q                |
| 5    | 1       | 5    | Siobhán Haughey          | Hong Kong      | 1:55.48 | Q                |
| 6    | 2       | 6    | Freya Anderson           | Reino Unido    | 1:55.85 | Q                |
| 7    | 1       | 3    | Liu Yaxin                | China          | 1:56.34 | Q                |
| 8    | 2       | 3    | Marrit Steenbergen       | Países Baixos  | 1:56.49 | Q                |
| 9    | 2       | 2    | Barbora Seemanova        | Chéquia        | 1:56.50 |                  |
| 10   | 1       | 6    | Nikolett Pádár           | Hungria        | 1:56.55 |                  |
| 11   | 1       | 2    | Erika Fairweather        | Nova Zelândia  | 1:56.87 |                  |
| 12   | 1       | 7    | Claire Weinstein         | Estados Unidos | 1:57.03 |                  |
| 13   | 1       | 8    | Valentine Dumont         | Bélgica        | 1:57.97 |                  |
| 14   | 1       | 1    | Snæfríður Jórunnardóttir | Islândia       | 1:57.98 | Recorde nacional |
| 15   | 2       | 8    | Janna van Kooten         | Países Baixos  | 1:58.12 |                  |
| 16   | 2       | 1    | Janja Šegel              | Eslovênia      | 1:58.18 |                  |

### Final
A final fora realizada no dia 26 de julho às 20:17.
| Pos.              | Raia | Nadadora           | CON            | Tempo   | Notas           |
| ----------------- | ---- | ------------------ | -------------- | ------- | --------------- |
| Medalha de ouro   | 3    | Mollie O'Callaghan | Austrália      | 1:52.85 | Recorde mundial |
| Medalha de prata  | 4    | Ariarne Titmus     | Austrália      | 1:53.01 |                 |
| Medalha de bronze | 5    | Summer McIntosh    | Canadá         | 1:53.65 | WJ,             |
| 4                 | 2    | Siobhán Haughey    | Hong Kong      | 1:53.96 |                 |
| 5                 | 8    | Marrit Steenbergen | Países Baixos  | 1:55.51 |                 |
| 6                 | 6    | Bella Sims         | Estados Unidos | 1:56.00 |                 |
| 7                 | 7    | Freya Anderson     | Reino Unido    | 1:56.33 |                 |
| 8                 | 1    | Liu Yaxin          | China          | 1:56.97 |                 |

Legenda
| Recorde mundial       | Recorde mundial (World record)               |                       | Recorde africano                      | Recorde africano (African) |                                           | Q | Classificado por posição (Qualified) |
| Recorde do campeonato | Recorde do campeonato (Championship record)  | Recorde da América    | Recorde da América (Americas)         | q                          | Classificado por melhor tempo (Qualified) |   |                                      |
| Melhor marca do ano   | Melhor marca do ano (World leading)          | Recorde asiático      | Recorde asiático (Asian)              | DNS                        | Não largou (Did not start)                |   |                                      |
| Recorde nacional      | Recorde nacional (National record)           | Recorde europeu       | Recorde europeu (European)            | DNF                        | Não terminou (Did not finish)             |   |                                      |
| Recorde pessoal       | Recorde pessoal do atleta (Personal best)    | Recorde da Oceania    | Recorde da Oceania (Oceania)          | DSQ / DQ                   | Desclassificado (Disqualified)            |   |                                      |
| Recorde da temporada  | Recorde da temporada do atleta (Season best) | Recorde sul-americano | Recorde sul-americano (South America) | NM                         | Sem marca (No mark)                       |   |                                      |